# 外來移民

2016年净迁移率。
净迁入
净迁出
无变化
无数据

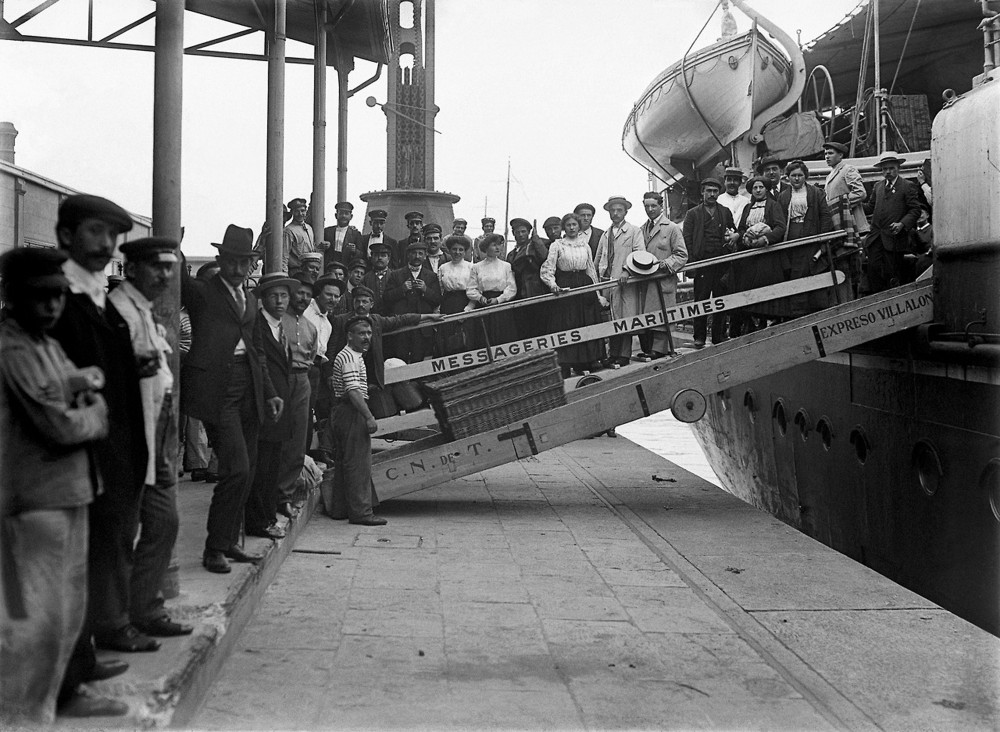
欧洲移民抵达阿根廷

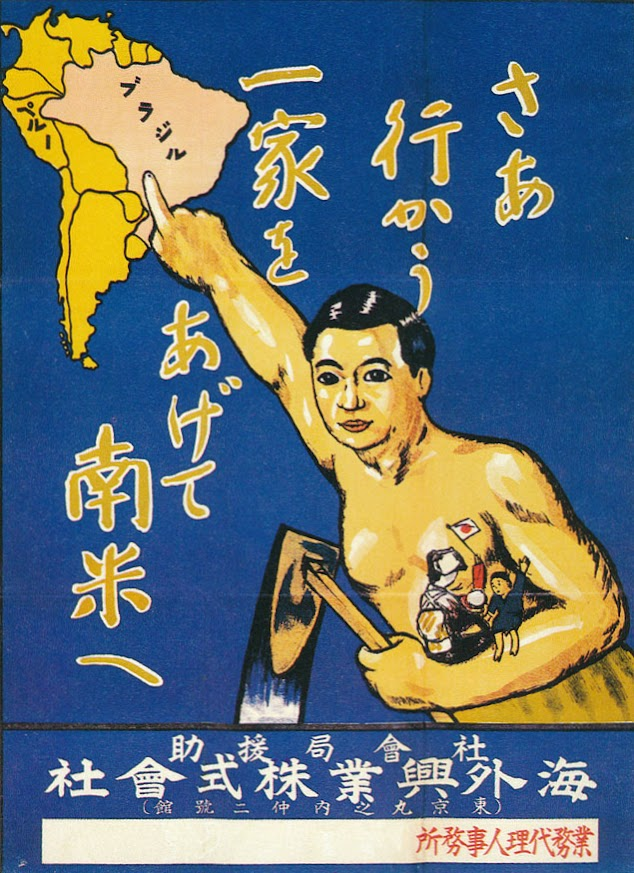
日本政府向日人推廣移民巴西之海報。

外來移民，為那些由一個國家或區域，移動到並長期居留於另外一個國家或區域，在移居地從事生計性的經濟活動，並被課以當地社會義務的個人或人群。
在西方語言中，移出民（英語：emigrant）、與移入民（英語：immigrant）為不同詞彙，但在中文基本上皆稱為「移民」。
自古世界各國國家體系與交通設施未臻健全，並無規範移民的具體法制。進入現代以後，由於交通工具的進步（客觀條件），以及不同國家之間經濟發展程度差距的擴大（主觀誘因），國際間的人口遷徙漸趨頻繁，各國乃陸續開始立法規範移民。
例如加拿大移民種類就包括：经济移民、獨立技術移民與家庭團聚類移民。其中的经济移民又分為投資移民、企業家移民及自僱移民三種。
移民潮是大規模的移民現象，主要由於战争、大饥荒或者政治的不穩定因素，例如19世纪40年代欧洲农业大歉收加上经济危机引发大量移民美国（爱尔兰大饥荒）。
至於經濟影響，研究表明，移民對接收國和派遣國都有利。除了少數研究例外，發現移民平均對當地人口有積極的經濟影響，但低技術移民是否對低技能本地人產生不利影響的情況好壞參半。研究表明，消除移民障礙將對世界GDP產生深遠影響，估計收益在現有GDP的67％至147％之間。發展經濟學家認為減少發展中國家與發達國家之間勞動力流動的壁壘將是減輕貧困的最有效手段之一。

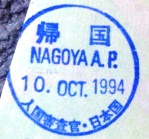
日本的边防檢査入境章

研究發現，在美國和歐洲，廣泛的證據表明在各種正負面情況下都有不同程度的歧視問題。

## 經濟移民
經濟移民一詞是指為了尋求就業和提高生活質量和獲得資源而從一個地區到另一個地區旅行的人。經濟移民不同於逃離迫害的難民。
許多國家都有一定的移民和簽證限制，禁止一個人為了在沒有有效工作簽證或以不合規定的情況下獲得工作而進入該國。違反國家移民法的，和被宣佈為經濟移民的人可以被拒絕進入某個國家或被驅逐出境。

## 統計
2015年，全球國際移民人數已達到2.44億，自2000年以來增長了41％。全球三分之一的國際移民居住在僅20個國家中。居住在美國的國際移民人數最多，佔世界總數的19％。德國和俄羅斯分別接待1200萬移民，在全球移民最多的國家中排名第二和第三。沙特阿拉伯有1000萬移民，其次是英國（900萬）和阿拉伯聯合酋長國（800萬）。

## 社會
出於各種原因，移民有動機離開其先前的國籍國或慣常居所，包括缺乏當地資源獲取渠道，對經濟繁榮的渴望，尋找或從事有償工作，以改善生活水平，家庭團聚，退休，氣候或環境導致的移民，流亡，逃避偏見，衝突或自然災害，或者只是希望改變自己的生活質量。通勤者，遊客並且在目的地國家/地區的其他短期居留不屬於移民或移民的定義，有時包括季節性勞工移民。
有研究表明，短期內移民會對社會資本產生不利影響。例如，一項研究發現，“ 1986年至2004年期間，美國各州墨西哥人口份額的較大增加對應於社會資本的較大減少”。而移民常衍生出相關事故。

## 教育
2016年的一項研究發現，在1940-2010年期間，美國的移民增加了土著人的高中畢業率：“將11-64歲人口中移民所佔的比例提高1個百分點，就會增加11歲以下原居民人的概率–17最終以0.3個百分點完成了12年的教育。”

## 反移民
大多數移民國家都存在反移民的問題，並已成為許多國家的重大政治問題。例如歐洲懷疑主義為此作為其中一個政治主張。